# Grand Hôtel „Victoria Română”
Grand Hôtel „Victoria Română” este o nuvelă scrisă de Ion Luca Caragiale care construiește o metaforă a victoriei de la 1877. Acțiunea se petrece pe durata unei nopți petrecute la „Grand Hôtel” din Ploiești, oraș pe care naratorul îl numește orașul său natal. Viziunea asupra lumii este subiectiva, relatarea se face la persoana întâi singular. Tema nuvelei este exasperarea autorului dornic să petreacă o noapte liniștită la hotel; el este o victimă a societății din care provine. Caragiale folosește o serie de procedee naturaliste cum ar fi: încercarea de a prezenta viața cu părțile ei întunecate: sărăcia, mizeria, câinele chinuit și omorât, tulburarea liniștii publice de către oamenii autorității, țipetele, strigătele. Autorul, câinele, femeia lovită cu mâna peste gură sunt victime. Elementul modernist întâlnit în această nuvelă este alienarea personajului principal, căruia îi eșuează încercarea de a petrece o noapte liniștită.

## Momentele subiectului

### Expozițiunea
Pe fondul unei indispoziții cauzate de neodihnă, naratorul ajunge pe înserate în orășelul pe care nu-l mai văzuse de când era copil. Călătorise înghesuit, într-un vagon de clasa a doua cu niște bucureșteni veseli care se întorceau de la o expoziție. La intrarea în oraș constată că nu mai simte nicio emoție deosebită, acele palpitări care se simt în astfel de situații. I se părea că pomii și natura rămâneau indiferente la revenirea lui. Sentimentul că a intrat într-un spațiu în care domnesc ulițe triste, paragină, mizerie începe să-l cuprindă și acest lucru îi accentuează indispoziția.
Se hotărăște să înnopteze la Grand Hôtel „Victoria Română” din centrul orașului, pentru a-și satisface o „trebuință acută de repaos”. Singura lui dorință este să petreacă o noapte liniștită la hotel, să dorm fără clătinătură, fluiere, clopote și mai ales fără impresii mirifice de la Paris. Parisul s-a aflat în acea perioadă într-o Belle Époque, o perioadă de dezvoltare care a început în anul 1840, odată cu dezvoltarea transportului feroviar. O mulțime fără precedent de imigranți au luat cu asalt Parisul, unde puteau găsi de lucru în noile industrii din suburbii.

### Intriga
Intriga nuvelei o constituie momentul sosirii la hotel. Privirile celorlalți îi creează discomfort, de aceea hotărăște să meargă la restaurant. În restaurant nu poate rezista privirilor copilului care îl determină să plece cât mai repede în camera sa. Durerile de cap sunt o altă cauză a neodihnei, amețelii, iritării de care este cuprins.

### Desfășurarea acțiunii
Hotelul cu două etaje are un Restaurant et Berărie și o Cafenea et Confiserie care îi aduc aminte de Paris prin numele pe care le poartă. Ajuns în camera de hotel nu poate adormi din cauza insectelor care îi mișună prin pat, un popor întreg, ca la un plebiscit. După ce încearcă să doarmă pe covorul pe care își pusese cearșaful presărat cu foi de tutun, este trezit de zgomotul mare din uliță. Zgomotul mare, răcnetele, vaietele, țipetele de femei, strigătele de bărbați, fluierăturile febrile de gardiști îl țin treaz în fața geamului. Dorința de a petrece o noapte liniștită la hotel nu i se împlinește.
Interesantă este și nomenclatura străzilor: strada Independenții este cea care trece pe sub ferestre, aluzie la proclamarea independenței României, stradă care la dreapta dă în strada Regală, strada principală din fața hotelului, care face aluzie la războiul de independență în care regele Carol I a condus trupele române înspre victorie. Expresia Ulițele din dosul „Victoriei Române” au rămas cum le știam odinioară exprimă sentimentul că după victoria de la 1877 totul a rămas neschimbat.
Referirea la data de 11 februarie (1866) nu este întâmplătoare: „Grand-Hôtel” stă pe maidanul unde ne jucam în copilărie. Parca văz încă maidanul plin de popor înghesuindu-se la o masă pe care o săptămână a stat zi și noapte o condică enormă deschisă. Era după 11 februarie. De câte ori ieșeam de la școală, iscăleam toți da, și fiecare de mai multe ori... De mici aveam sentimente civice în orașul meu natal! (în orașul copilăriei sale, deoarece se născuse la Haimanale). Referitor la acest eveniment Șerban Cioculescu afirma: „Așadar , înainte de a se inventa la Focșani „suveica” electorală, bravii ploieșteni, viitori republicani, descoperiseră mijlocul de a mări prestigiul numeric al adeziunii față de lovitura se stat, semnînd cu repetiție.”
La acea dată, la București, guvernul condus de liberalul Ion Ghica și de conservatorul Dimitrie Ghica la Interne, desfășura o activitate de organizare a noului regim politic. La acea dată Alexandru Ioan Cuza, domnitorul României, a fost silit să abdice, ca urmare a conjurației pregătite de coaliția dintre conservatori și liberal–radicali (monstruoasa coaliție). Puterea a fost preluată de o locotenență domnească (Lascăr Catargiu, Nicolae Golescu și colonelul Nicolae Haralambie).
În primele zile ale lui aprilie a avut loc plebiscitul prin care prințul Carol I (nesosit încă în țară) era proclamat domn al României.
În articolul politic Liberalii și conservatorii, Caragiale face referire la plebiscitul din anul 1866: 
Dorința acestor liberali era de a da țării o organizație, în virtutea căreia puterea publică poate să atârne mai ales de ciocoi și de târgoveți, și grație sprijinirii ce li s'a dat din partea oamenilor cu greutate la anul 1866, această dorință li s'a împlinit.
Afirmația exprimă dezacordul autorului față de noul regim politic.
Sosirea lui la hotel provoacă senzație. Toți ochii se îndreaptă curioși asupra lui, după ce rezervă o cameră și comandă o bere. Hotelul are două localuri, pe de o parte Restaurant et Berărie, pe de altă parte Cafenea et Confiserie și sugerează împărțirea în două tabere. Deoarece el a comandat o bere se află în tabăra opusă societății alese care frecventează confiseria.
Împărțirea în două tabere simbolizează războiul ruso-turc dintre anii 1877-1878. 
Acest lucru este confirmat și în articolul politic Resbelul 1877 unde Caragiale afirmă:
Aceasta produce senzație în toată lumea europeană, care a ajuns de nu mai are poftă de mâncare, pentru că nu mai are ce mânca - criză mare! Apoi, întrucât privește acțiunea războinică chiar, ziceam: Ca doi berbeci pismătareți, cari stau gata să se arunce unul asupra altuia cu coarnele, astfel două împărății au pornit cu oștile respective să se facă praf.
Privirile celorlalți încep să fie tot mai greu de suportat, îl săgetează, iar sentimentul se amplifică în momentul în care și cei din cafenea, nu numai cei de la mese, încep să îl privească. Cel mai curios este băiețelul de circa cinci ani care, mâncând dintr-o prajitură, se așază la masa lui, pentru a-l putea studia mai de aproape. Privirile celorlalți sunt ca o ploaie de săgeți, însă privirile copilului care îl și pipăie cu mâna plină de spumă de zahăr, sunt ca o ultimă picătură într-un pahar deja plin. Plătește și pleacă, evitând privirile copilului, însă băiețelul îl urmărește din priviri, până când dispare pe scara ce duce înspre camera sa. A scăpat de priviri, însă începe să-l doară capul.
Camera sa are numărul 9 și acest număr pare să fie ales cu mare grijă, pentru că după victoria de la 1877 s-a creat o situație nouă: Curtea imperială de la Sankt-Petersburg a „forțat” un schimb de teritorii românești, cedarea Bugeacului în schimbul Dobrogei.
Scena luării câinelui la tărbacă simbolizează căderea Plevnei din 1877, când după patru luni de asediu din partea trupelor rusești și românești, trupele turcești au fost determinate să ceară un armistițiu. Armata otomană condusă de Osman Pașa a fost încercuită la data de 10 decembrie 1877.
De sus de la geamul camerei sale de hotel se puteau observa două localuri: o cafenea și un birt. În cafenea a început o ceartă, se aud țipete de femei, strigăte de bărbați, fluierături febrile de gardiști. O femeie în cămașă, cu picioarele goale, cu părul desprins, ținea strâns de piept pe un om îmbrăcat în uniformă de poliție. Un sergent voinic o lovește cu palma peste gură. Imaginea femeii cu brațele goale cu pumnii încleștați și dând capul cu părul despletit pe spate ca și cum i s-ar fi frânt gâtul sugerează neputința de a opune rezistență autorităților care, deși ar fi trebuit să fie apărători ai intereselor cetățeanului, s-au întors împotriva lui.
Această scenă este un simbol al violării de către Rusia a convenției din 4 aprilie 1877. România a fost forțată să retrocedeze județele Basarabiei de Sud: Cahul, Bolgrad și Ismail. În articolul politic Știri franceze chestiunea Dobrogei, Caragiale a relatat evenimentele referitoare la retrocedarea județelor Basarabiei de Sud.

### Punctul culminant
Expresia „Simt enorm și văd monstruos” exprimă momentul de maximă încordare nervoasă. Descrierea frământărilor o face prin aluzia la insectele care îi mișună prin pat și pe care încearcă să le alunge scuturând cearșaful pe care mai apoi îl întinde pe covor și îl presară cu foi de tutun. Referitor la acest moment, Vasile Fanache afirmă: spectacolul comportamental coboară în Grand Hôtel... la o aglomerare de scene neverosimile și incongruente, în afara oricărui sens, în cele din urmă, cumulând însușirile unui insuportabil coșmar, acest spectacol se refuză privirii: „Simt enorm și văd monstruos".

### Deznodământul
Plecarea de la hotel și exclamațiile Uf! Niciodată n-am să uit ce bine m-am odihnit o noapte în orașul meu natal, la nr. 9, „Grand-Hôtel Victoria Română”! sugerează eliberarea de zgomotele și neliniștea nopții petrecute în camera de hotel. Vasile Fanache afirmă că gestul caragialian de abandonare a lumii prezente nu este un act de lașitate, ci un semn estetic și etic, iar semnificația sa este polemică, de distanțare ironică. Autorul scapă de „terorizanta atmosferă”, retrăgându-se grăbit.

### Aprecieri critice
În opinia lui Paul Zarifopol Grand Hôtel Victoria Română reprezintă în opera lui Caragiale o reminiscență din provincie, iar expresia simt enorm și văd monstruos este concluzia lui Caragiale, după ce descrie exasperarea nervoasă a nopții petrecute la Grand Hôtel Victoria Română.. Zarifopol observă similitudini între nuvela Grand-Hôtel Victoria Română și Păcat...:
Petrecerea aceasta inconștient neomenească, în mijlocul târgului, ne duce brusc în plina dezolare a vieții de provincie. Accentul violent al acestui început e însuși fiorul perfectei exactități artistice. Privim aceeași esență de mizerie care ne întâmpină în Grand Hôtel Victoria Română: câinele pe care, acolo, îl dau în tărbacă, până-l ucid, măturătorii, pentru petrecerea unor suflete atrofiate de o monotonie tâmpitoare și aproape sinistră, și fata publică în cămașă, izbită peste gură de pumnul gardistului, sunt figuri din aceeași familie cu Mitu Boieru, stranii unelte vii de distracție pentru primitivele trebuințe ale unor nenorociți de abrutizați.